# Kaliumtartrat
Kaliumtartrat ist die Bezeichnung für Kaliumsalze der Weinsäure. Es ist in der EU als Lebensmittelzusatzstoff der Nummer E 336  auch für Bio-Produkte zugelassen und kann gentechnisch hergestellt sein. Es wird als Kochsalzersatz, Säuerungsmittel, Säureregulator und Backtriebmittel verwendet. Es wirkt abführend.